# Paradela de Muces
Paradela de Muces es una localidad española perteneciente al municipio de Priaranza del Bierzo, en la comarca de El Bierzo, en la provincia de León, comunidad autónoma de Castilla y León.

## Naturaleza

### Flora
Hay una gran cantidad de bosques de castaños, algunos de ellos milenarios (plantados antiguamente por vecinos), encinos, robles, avellanos silvestres, cerezos, "pradainos", "escambrones", escobas, encinas, acebos, además de algunos viñedos.
La Peña de Paradela de Muces contiene las pocas especies que existen del Geranium Dolomiticum Ruth, protegido por ser especie en peligro de extinción y una docena de plantas endémicas y protegidas por su singularidad.
En la cumbre de la Cruz de la Peña (1470 m), existe un pequeño bosque de tejos presididos por un ejemplar cuya edad estimada es superior a los 500 años.

### Fauna
La fauna de Paradela de Muces es muy variada, son abundantes los jabalíes, corzos, conejos y zorros. También es fácil ver jilgueros, lavanderas y aves rapaces. Abundan las ardillas, perdices y codornices.

## Historia
El pueblo nace en el entorno de un manantial abundante, que ya utilizaban los romanos en su camino desde el Monasterio de San Pedro de Montes hacia Las Médulas, para abrevar los animales, de aquí su nombre "paratela/Paradela". El apellido "de Muces", se entiende que proviene de un antiguo poblado que se encontraría por la zona.
Su supuesto origen, está en torno al castro prerromano Peña del Hombre. 
También se han hallado vestigios de la edad de bronce y del hierro, como la espada de "lengua de carpa", hallada incrustada en un roca.

## Demografía
| Gráfica de evolución demográfica de Paradela de Muces entre 2000 y 2023 |
|                                                                         |
| Población de derecho según el padrón municipal del INE                  |

## Acceso
- Desde Ponferrada por la N-536 dirección a El Barco de Valdeorras. Después de pasar la localidad de Santalla, surge el desvío hacia Villavieja, Paradela de Muces y Borrenes. En este desvío tomas la dirección hacia Villavieja. Se toma esa carretera hasta el siguiente desvió en el que te dice la dirección hacia Paradela de Muces.
- Desde la ruta de los montes Aquilianos, se va hasta Ferradillo, y desde Ferradillo hasta Paradela.

## Patrimonio
Iglesia de San Miguel
La Iglesia de San Miguel se encuentra en la plaza principal del pueblo, con una fachada principal que incluye un campanario visible desde todo el lugar. La iglesia consta de una nave central con un retablo de estilo churrigueresco y dos naves laterales más pequeñas. En su altar se encuentra una imagen de San Genadio, anacoreta y obispo de Astorga.
Castro peña del Hombre
Su construcción se sitúa en torno al 400-200 a. C. Está construido sin argamasa, según se puede verificar en los restos de las murallas. Cuenta con murallas de más de 3 metros de ancho.
Tiene un gran foso, por la parte más accesible, incorporado después de su construcción, con la finalidad de defenderse contra los astures.
Posiblemente, tras la construcción de la calzada romana (que aún se puede apreciar entre el alto de la cuesta y Rioferreiros), el papel del castro fue suplantado por el Castillo de Cornatel.

## Fiestas
Fiestas de San Miguel
San Miguel es patrono del Paradela de Muces. Se realiza el día 8 de mayo, con una misa solemme dedicada al patrono.
Fiestas del Corpus Christie y de San Antonio
Se realizan el fin de Semana en torno al día 13 de junio, día de San Antonio, con solemne misa y posterior procesión de San Antonio por las calles del pueblo.
En 2011 comenzó a realizar en la mañana del sábado de la fiesta la Marcha Senderista "Fiestas de San Antonio". 
Magosto
Se realiza en torno al fin de semana del día 1 de noviembre, en el que los vecinos del pueblo y los visitantes se reúnen en la plaza mayor, para asar y comer castañas.